# Poretschje (Kaliningrad, Prawdinsk)
Poretschje (russisch Поречье, deutsch Allenau) ist ein Ort im Süden der russischen Oblast Kaliningrad. Er gehört zur kommunalen Selbstverwaltungseinheit Stadtkreis Prawdinsk im Rajon Prawdinsk.

## Geografische Lage
Poretschje am Fluss Lawa (dt. Alle) liegt drei Kilometer südöstlich des Stadtzentrums von Prawdinsk an der Regionalstraße 27A-028 (ex  A 196). Bis 1945 war das Dorf Bahnstation an der Bahnstrecke Königsberg–Angerburg.

## Geschichte
Das frühere Allenau an der Alle war eine von zwei Landgemeinden, die zusammen mit vier Gutsbezirken am 11. Juni 1874 den Amtsbezirk Allenau bildeten, Er gehörte zum Landkreis Friedland (Ostpr.) im Regierungsbezirk Königsberg der preußischen Provinz Ostpreußen.
Im Jahre 1910 zählte Allenau 626 Einwohner. 1925 lebten hier 684 Menschen, deren Zahl bis 1933 auf 502 sank und bis 1939 leicht auf 529 anstieg.
Im Jahr 1927 änderte sich die Kreiszugehörigkeit Allenau: da der Kreissitz bereits 1902 nach Bartenstein (Ostpreußen) (heute polnisch: Bartoszyce) verlegt worden war, erhielt der Kreis nun auch den entsprechenden Namen „Landkreis Bartenstein (Ostpr.)“. Bereits 1929 wurde ein großer Gemeindeteil von Allenau in die Stadt Friedland (Ostpreußen) (Prawdinsk) eingegliedert, ein weiterer folgte im Jahre 1934. 
Bis 1945 war der Ort Bahnstation an der Strecke von Königsberg  nach Angerburg, die nach dem Zweiten Weltkrieg demontiert wurde.
Infolge des Zweiten Weltkriegs kam Allenau unter sowjetische Administration und wurde 1947 in Poretschje umbenannt. Auch der russische Name bezieht sich auf die Lage des Ortes an einem Fluss. Gleichzeitig wurde der Ort Sitz eines Dorfsowjets im Rajon Prawdinsk, der später nach Schewtschenko verlegt wurde. Von  2004 bis 2015 gehörte Poretschje zur städtischen Gemeinde Prawdinskoje gorodskoje posselenije und seither zum Stadtkreis Prawdinsk.

### Amtsbezirk Allenau  1874–1945
Zwischen 1874 und 1945 war Allenau namensgebender Ort und Sitz des Amtsbezirks Allenau, der von sechs Landgemeinden bzw. Gutsbezirken gebildet wurde
| Name           | Bemerkungen                                   |
| -------------- | --------------------------------------------- |
| Landgemeinden: |                                               |
| Allenau        |                                               |
| Baltkeim       | 1882 in den Gutsbezirk Götzlack eingegliedert |
| Gutsbezirke:   |                                               |
| Bammeln        | 1928 nach Kukehnen eingemeindet               |
| Hohenfelde     |                                               |
| Kloschenen     |                                               |
| Kukehnen       |                                               |

### Poretschenski selski Sowet/okrug 1947–2004
Der Dorfsowjet Poretschenski selski Sowet (ru. Пореченский сельский Совет) wurde im Juni 1947 eingerichtet. Sein Verwaltungssitz war zunächst die Siedlung Poretschje. Um 1970 wechselte die Verwaltung in die Siedlung Sowchos Prawdinski, das spätere Schewtschenko. Nach dem Zerfall der Sowjetunion bestand die Verwaltungseinheit als Dorfbezirk Poretschenski selski okrug (ru. Пореченский сельский округ). Die sich Ende 2004 noch im Dorfbezirk befindlichen 19 Siedlungen wurden dann auf die städtische Gemeinde Prawdinskoje gorodskoje posselenije und die Landgemeinde Domnowskoje selskoje posselenije verteilt.
| Ortsname                   | Name bis 1947/50               | Bemerkungen |
| -------------------------- | ------------------------------ | --- |
| Alexejewka (Алексеевка)    | Hanswalde                      | Der Ort wurde 1950 umbenannt und war zunächst in den Dorfsowjet Druschbinski eingeordnet. Er wurde vor 1975 verlassen.                                                    |
| Antonowo (Антоново)        | Grünwalde                      | Der Ort wurde 1950 umbenannt. |
| Bereschki (Бережки)        | Plaustendorf                   | Der Ort wurde 1947 umbenannt und vor 1988 verlassen. |
| Cholmogorje (Холмогорье)   | Kipitten                       | Der Ort wurde 1950 umbenannt und war zunächst in den Dorfsowjet Druschbinski eingeordnet.                                                                                 |
| Dalneje (Дальнее)          | Wommen                         | Der Ort wurde 1947 umbenannt. |
| Demjanowo (Демьяново)      | Sophienthal                    | Der Ort wurde 1950 umbenannt und vor 1988 verlassen. |
| Galkino (Галкино)          | Domnauswalde                   | Der Ort wurde 1950 umbenannt und war zunächst (fälschlicherweise?) in den Dorfsowjet Domnowski eingeordnet. Er wurde vor 1988 verlassen.                                  |
| Gontscharowo (Гончарово)   | Groß Saalau                    | Der Ort wurde 1950 umbenannt und war zunächst in den Dorfsowjet Domnowski eingeordnet.                                                                                    |
| Gruschewka (Грушевка)      | Sommerfeld                     | Der Ort wurde 1950 umbenannt und war zunächst in den Dorfsowjet Domnowski eingeordnet.                                                                                    |
| Jeremino (Еремино)         |                                | Der Ort wurde 1947 umbenannt; als deutscher Ortsname wurde „Friedengaf“ angegeben. Was damit gemeint war, muss zunächst offenbleiben, der Ort existierte 1976 nicht mehr. |
| Kisseljowka (Киселёвка)    | Karschau                       | Der Ort wurde 1947 umbenannt. |
| Koschewoje (Кошевое)       | Lisettenfeld                   | Der Ort wurde 1950 umbenannt. |
| Krasny Kut (Красный Кут)   | Herrendorf                     | Der Ort wurde 1950 umbenannt und vor 1975 verlassen. |
| Krutoi Jar (Крутой Яр)     | Götzlack                       | Der Ort wurde 1947 umbenannt. |
| Ladoschskoje (Ладожское)   | Kukehnen                       | Der Ort wurde 1950 umbenannt und vor 1975 verlassen. |
| Lukino (Лукино)            | Kloschenen                     | Der Ort wurde 1947 umbenannt. |
| Oktjabrskoje (Октябрьское) | Klein Schönau                  | Der Ort wurde 1950 umbenannt. |
| Peredowoje (Передовое)     | Postehnen                      | Der Ort wurde 1950 umbenannt. |
| Perewalowo (Перевалово)    | Schwönau                       | Der Ort wurde 1950 umbenannt und vor 1975 verlassen. |
| Podlessje (Подлесье)       | Dietrichswalde                 | Der Ort wurde 1947 umbenannt und vor 1988 verlassen. |
| Poretschje (Поречье)       | Allenau                        | Verwaltungssitz bis etwa 1970 |
| Prudy (Пруды)              | Abbarten                       | Der Ort wurde 1950 umbenannt. |
| Rasdolje (Расдолье)        | Klein Pothlack und Krügerwalde | Der Ort wurde 1950 umbenannt und vor 1975 verlassen. |
| Roschtschino (Рощино)      | Georgenau                      | Der Ort wurde 1947 umbenannt. |
| Rostkowo (Ростково)        | Plackheim                      | Der Ort wurde 1947 umbenannt und vor 1975 an den Ort Dalneje angeschlossen.                                                                                               |
| Rownoje (Ровное)           | Heinrichsdorf                  | Der Ort wurde 1950 umbenannt. |
| Saizewo (Зайцево)          | Stockheim                      | Der Ort wurde 1950 umbenannt und war zunächst in den Dorfsowjet Domnowski eingeordnet.                                                                                    |
| Salskoje (Сальское)        | Friedrichsdorf                 | Der Ort wurde 1950 umbenannt und vor 1975 verlassen. |
| Saretschje (Заречье)       | Meisterfelde                   | Der Ort wurde 1950 umbenannt und war zunächst in den Dorfsowjet Domnowski eingeordnet. Er wurde 1997 aus dem Ortsregister gestrichen.                                     |
| Sarja (Заря)               | Klein Saalau                   | Der Ort wurde 1950 umbenannt und war zunächst in den Dorfsowjet Domnowski eingeordnet. Er wurde vor 1975 verlassen.                                                       |
| Schewtschenko (Шевченко)   | zu Friedland                   | Der Ort wurde ab etwa 1970 Verwaltungssitz. |
| Tjomkino (Тёмкино)         | Mertensdorf                    | Der Ort wurde 1947 umbenannt. |
| Tschistopolje (Чистополье) | Bothkeim                       | Der Ort wurde 1947 umbenannt. |

Der 1947 umbenannte Ort Lugowoje (Hohenfelde) und der 1950 umbenannte Ort Owraschnoje (Wilhelmshöhe), die laut Erlass ebenfalls dem Poretschenski selski Sowet zugeordnet wurden, kamen dann (vor 1975) zum Druschbinski selski Sowet.

## Kirche

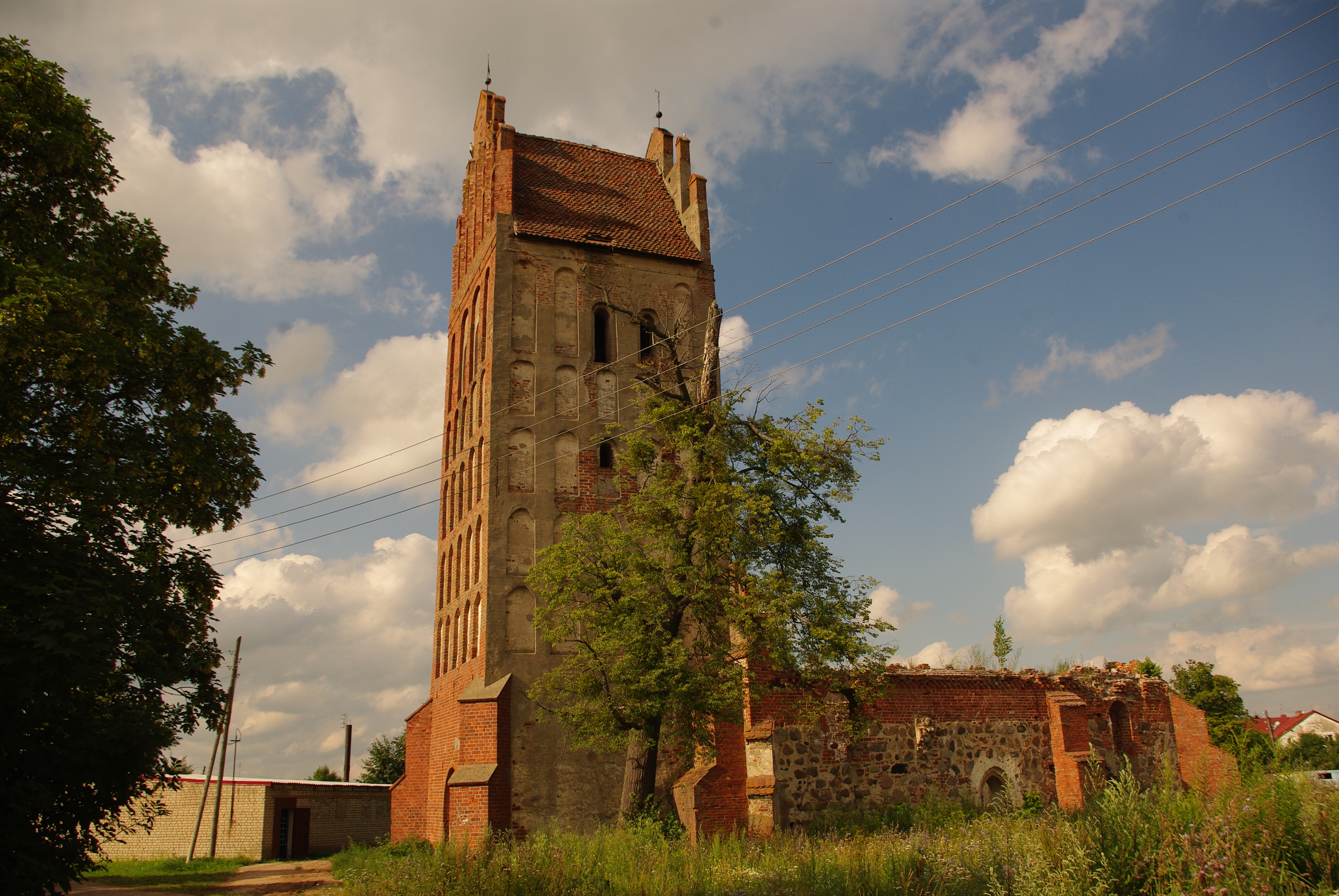
Kirchenruine in Allenau

### Kirchengebäude
Die bis 1945 evangelische Dorfkirche von Allenau stammt aus der Zeit um 1400 und ist ein Saalbau unter Verwendung vieler Feldsteine für Seitenmauern und Turmunterbau. Der obere Teil des Turms und die Sterngewölbe der Sakristei stammen vom Anfang des 16. Jahrhunderts, und unter der Tünche im Kircheninnern befinden sich alte Wandmalereien.
Das Gebäude hat den Krieg überstanden, wenn auch mit zahlreichen Schäden. Die Schäden wurden in der Folgezeit größer, als die Kirche zweckentfremdet als Lagerhalle benutzt wurde und immer mehr verfiel. Im Jahr 2003 stürzten der Giebel und ein Teil des Daches ein, das anschließend ganz abgenommen wurde.

### Kirchengemeinde
Bis 1945 bildete die Allenauer Kirche eine mater combinata zur Pfarrkirche in Böttchersdorf (heute russisch: Sewskoje). Die Kirchengemeinde war selbständig, „teilte“ sich jedoch mit Böttchersdorf den Pfarrer. Zum Kirchspiel Allenau gehörten die drei Orte Allenau, Kloschenen (russisch Lukino) und Kukehnen (russisch Ladoschskoje).
Einst gehörte Allenau einst zur Inspektion des Königsberger Oberhofpredigers. Dann kam es in den Kirchenkreis Friedland (Ostpreußen) (Prawdinsk) und später Bartenstein (Ostpreußen) (Bartoszyce) in der Kirchenprovinz Ostpreußen der Kirche der Altpreußischen Union.
War während der Zeit der Sowjetunion alles kirchliche Leben verboten, so bildete sich in den 1990er Jahren in Prawdinsk eine neue evangelische Gemeinde, die der Propstei Kaliningrad in der Evangelisch-Lutherischen Kirche Europäisches Russland zugeordnet ist. Prawdinsk ist eine der 16 Gemeinden in der Kirchenregion (Pfarrsprengel) der Auferstehungskirche in Kaliningrad.

### Kirchenbücher
Aus dem Pfarrverbund Böttchersdorf-Allenau haben sich ältere Kirchenbücher erhalten. Sie werden im Evangelischen Zentralarchiv in Berlin-Kreuzberg aufbewahrt:
- Taufen: 1629 bis 1895
- Trauungen: 1687 bis 1767 und 1769 bis 1895
- Begräbnisse: 1709 bis 1852.

## Persönlichkeiten des Ortes
- Meinhard Hemp (* 10. Dezember 1942 in Allenau), deutscher Fußballspieler und -trainer